# 77-я гвардейская зенитная ракетная бригада
77-я гвардейская зенитная ракетная бригада (сокр. 77 зрбр, в/ч 33742) — зенитное ракетное соединение ПВО Сухопутных войск Российской Федерации. Бригада дислоцируется в г. Кореновск Краснодарского края.
Соединение находится в составе Южного военного округа.

## История
В соответствии с Указом Президента Российской Федерации от 7 мая 2014 г. «Об организационных мероприятиях в Вооружённых Силах Российской Федерации» 1 декабря 2014 г. в составе войск Южного военного округа сформирована 77-я зенитная ракетная бригада с местом дислокации г. Кореновск Краснодарского края.
В 2015 году личный состав бригады завершил переобучение для работы на зенитной ракетной системе С-300В4 в 106-м учебном центре войск ПВО Сухопутных войск в г. Оренбурге. После обучения бригада переместилась на полигон «Капустин Яр», где на базе 167-го учебного центра боевого применения войск ПВО Сухопутных войск было проведено первое боевое слаживание соединения.
По завершении мероприятий в августе — сентябре 2015 года бригада успешно выполнила боевые стыковочные стрельбы по ракетам-мишеням «Саман» и «Пенсне», имитирующим скоростные аэродинамические цели.
В октябре 2015 года бригада совершила марш на полигон «Ашулук», где в ходе выполнения боевых стрельб с расходом одной ракеты поразила ракету-мишень «Кабан», имитирующую баллистическую ракету.
77-я зенитная ракетная бригада выполняет мероприятия по подготовке к заступлению на боевое дежурство по противовоздушной обороне в пункте постоянной дислокации.
17 марта 2023 года бригаде "за массовый героизм и отвагу, стойкость и мужество, проявленные личным составом бригады в боевых действиях по защите Отечества и государственных интересов в условиях вооружённых конфликтов", Указом Президента Российской Федерации присвоено почётное наименование «гвардейская».

## Командиры
- Полковник Новосёлов Владимир Константинович (2014—2019)[1]
- Истинов Евгений Вячеславович (2019 — н. в.)